# Tetramorium rotundatum
Tetramorium rotundatum är en myrart som först beskrevs av Santschi 1924.  Tetramorium rotundatum ingår i släktet Tetramorium och familjen myror. Inga underarter finns listade i Catalogue of Life.